# Ficus rubiginosa

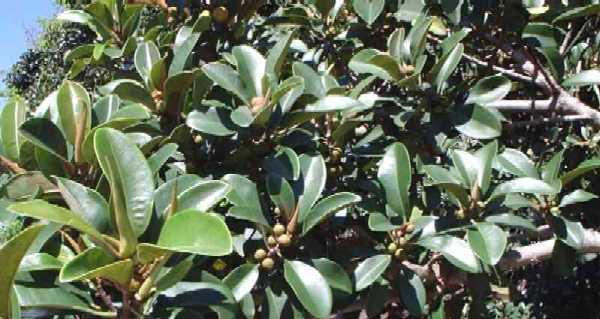
Fulles i fruits

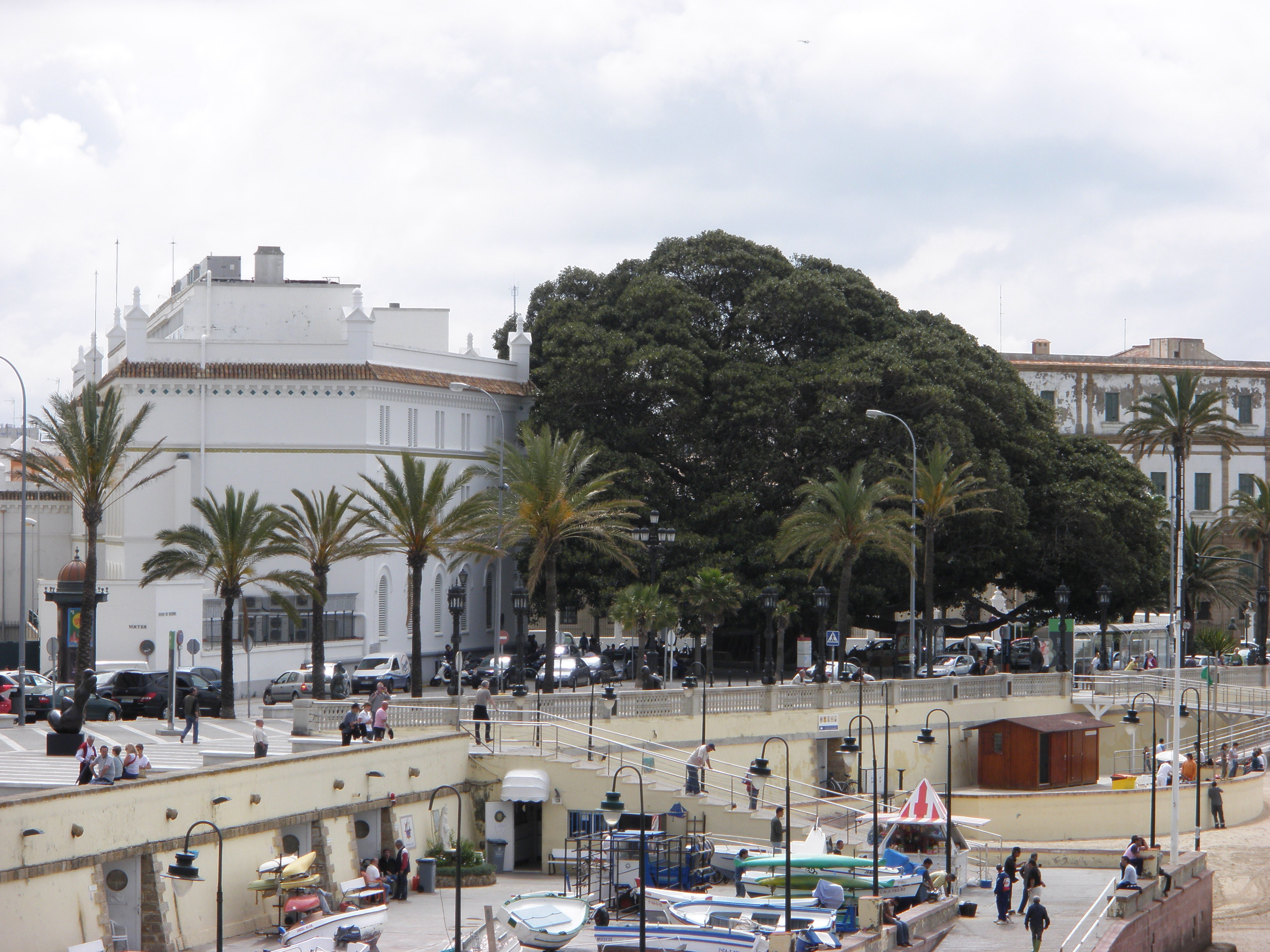
Exemplar de Ficus a Cadis, Espanya.

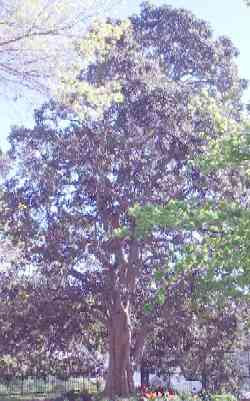
Vista general

Ficus rubiginosa és una espècie de planta de la família de les Moràcies, endèmica de Nova Gal·les del Sud. És un arbre perennifoli que es troba sobre sòls secs a llocs rocosos de cales i barrancs.
Aquesta espècie és un bon exemple del que fan moltes espècies del gènere Ficus: emetre arrels aèries des de les branques i el tronc, les quals creixen cap avall cercant la terra. Una vegada contacten amb el sòl arrelen immediatament i es transformen en columnes molt gruixudes, com si fossin nous troncs, aportant així estabilitat, nous nutrients i aigua a l'arbre que arriba a assolir unes mesures gegantines.
Les flors dels Ficus es pol·linitzen una a una, per tant, necessiten un pol·linitzador molt petit, que en el cas de les figueres són les vespes. Cada espècie de Ficus té la seva vespa pol·linitzadora específica, i en el cas de Ficus rubiginosa és Pleistodontes imperialis, amb la qual manté un mutualisme obligat. Les figueres produeixen unes flors poc vistoses dins una inflorescència coneguda com a siconi, que és la figa immadura. Hi ha tres tipus de flors: flors femenines amb estil curt, flors femenines amb estil llarg i flors masculines. La vespa femella, carregada de pol·len d'altres individus, és atreta per una essència que desprèn la figa immadura i entra dins d'aquesta per un forat a la base, on troben desenvolupades els dos tipus de flors femenines. El pol·len que porta l'insecte pol·linitza les flors d'estil llarg, mentre que a les d'estil curt la vespa hi pondrà els ous. Quan la larva creixi s'alimentarà d'aquestes flors, les quals tenen únicament aquesta funció, la nodrir les larves de la vespa pol·linitzadora. Quan neix la nova progènie, els macles inseminen les femelles dins la mateixa figa i moren fent el forat pel que sortiran posteriorment les femelles. En aquest moment, les flors masculines estan madures, i les joves vespes femelles es carregaran de pol·len i sortiran a l'exterior de la figa, a pol·linitzar-ne de noves.